# Herman Tjeenk Willink
Herman Tjeenk Willink (Amsterdam, 23 gennaio 1942) è un politico olandese, esponente del Partito del Lavoro in cui milita dal 1966.
Tjeenk Willink ha fatto parte della Eerste Kamer dal 23 giugno 1987 all'11 marzo 1997 e ne ha ricoperto la carica di Presidente dall'11 giugno 1991 all'11 marzo 1997. Ha rassegnato le dimissioni da entrambe le posizioni quando è stato scelto come vicepresidente del Consiglio di Stato il 1º luglio 1997 e quindi consigliere più importante della regina Beatrice in quel periodo.

## Biografia

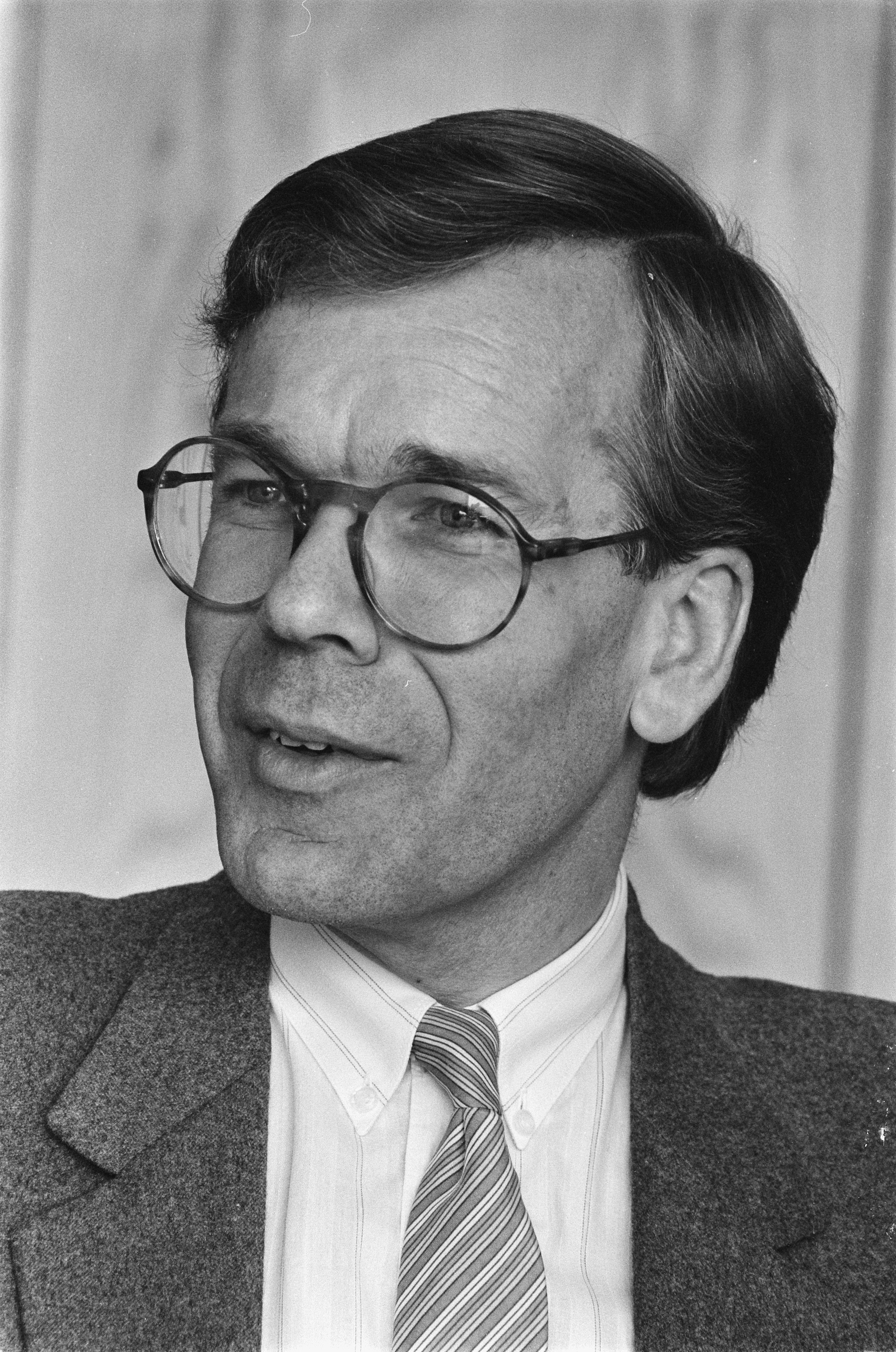
Herman Tjeenk Willink nel 1985.

Avvocato di professione, ha studiato all'Università di Leida, e poi fino al 1970 ha lavorato in questa università. Successivamente impiegato nell'amministrazione governativa, incl. nel 1972-1982 fu vice segretario del consiglio dei ministri, e poi fino al 1986 commissario per la riorganizzazione dei servizi governativi. Nel frattempo, è tornato al lavoro accademico presso l'Università di Tilburg.
Ha militato nel Partito del Lavoro. Nel 1987-1997 ha fatto parte della Prima Camera. Dal 1991 al 1997 è stato presidente della camera alta degli Stati generali olandesi. Quindi è diventato membro del Consiglio di Stato, un'istituzione che consulta progetti di atti giuridici. Negli anni 1997–2012 è stato vicepresidente di questo organo, formalmente gestito dal monarca. È diventato il consigliere più vicino alla regina Beatrice. Ha svolto più volte le funzioni di informatore nel processo negoziale per la nomina dei governi olandesi.